# Bretschneiders Berberitze
Bretschneiders Berberitze (Berberis bretschneideri) ist eine Pflanzenart aus der Familie der Berberitzengewächse (Berberidaceae). Sie ist in Japan beheimatet.

## Beschreibung
Bretschneiders Berberitze ist ein schnellwüchsiger, sommergrüner (laubabwerfender) Strauch, der eine Wuchshöhe von bis zu 3 Meter erreichen kann. Die Zweige sind rund, im zweiten Jahr rotbraun, die Dornen sind einteilig, hellbraun und 1 Zentimeter lang. Die oberseits gelb-grünen, unterseits helleren, leicht glauken und deutlich netznervigen Laubblätter sind bis 6 Zentimeter lang und dicht borstig gesägt. Die Herbstfärbung ist orange-rötlich. Die hellgelben, gestielten Blüten stehen zu 10 bis 15 in bis 5 Zentimeter langen, hängenden Trauben. Die eiförmigen bis ellipsoiden, bis zweisamigen Beeren mit Narbenresten sind rötlich und teils „bereift“.

## Verwendung
Diese Art und ihre Sorten werden selten als Zierstrauch in Gärten und Parks verwendet.